# Helicops modestus
Helicops modestus — вид змій родини полозових (Colubridae). Ендемік Бразилії.

## Поширення і екологія
Helicops modestus мешкають на південному сході Бразилії, в штатах Гояс, Мату-Гросу-ду-Сул, Санта-Катаріна, Мінас-Жерайс, Сан-Паулу і Ріо-де-Жанейро. Вони живуть в галерейних лісах у саванах серрадо та в пальмових гаях вередас. Ведуть нічний, водний спосіб життя. Живляться рибою і земноводними. Живородні.